# Jürgen Theuerkauff
Jürgen Theuerkauff (Berlino, 8 settembre 1934 – Bonn, 5 settembre 2022) è stato uno schermidore tedesco, vincitore di una medaglia di bronzo nella scherma ai giochi olimpici.
Era il marito di Gudrun Theuerkauff.